# Одон (Индијана)
Одон (енгл. Odon) град је у америчкој савезној држави Индијана.

## Демографија
По попису из 2010. године број становника је 1.354, што је 22 (-1,6%) становника мање него 2000. године.
| Група             | 2000.         | 2010.         |
| Белци             | 1.353 (98,3%) | 1.327 (98,0%) |
| Афроамериканци    | 2 (0,1%)      | 0 (0,0%)      |
| Азијати           | 5 (0,4%)      | 4 (0,3%)      |
| Хиспаноамериканци | 12 (0,9%)     | 4 (0,3%)      |
| Укупно            | 1.376         | 1.354         |